# Trường Vũ, Hàm Dương
Trường Vũ (tiếng Trung phồn thể: 長武縣, Hán Việt: Trường Vũ huyện) là một huyện thuộc địa cấp thị Hàm Dương, tỉnh Thiểm Tây, Cộng hòa Nhân dân Trung Hoa. Huyện này có diện tích 583 km2, dân số năm 2002 là 170.000 người. Huyện Trường Vũ được chia thành các đơn vị hành chính gồm 1 trấn (Chiêu Nhân) và 13 hương.

## Khí hậu
| Dữ liệu khí hậu của Trường Vũ, elevation 1.207 m (3.960 ft), (1991–2020 normals, extremes 1981–2010) | Dữ liệu khí hậu của Trường Vũ, elevation 1.207 m (3.960 ft), (1991–2020 normals, extremes 1981–2010) | Dữ liệu khí hậu của Trường Vũ, elevation 1.207 m (3.960 ft), (1991–2020 normals, extremes 1981–2010) | Dữ liệu khí hậu của Trường Vũ, elevation 1.207 m (3.960 ft), (1991–2020 normals, extremes 1981–2010) | Dữ liệu khí hậu của Trường Vũ, elevation 1.207 m (3.960 ft), (1991–2020 normals, extremes 1981–2010) | Dữ liệu khí hậu của Trường Vũ, elevation 1.207 m (3.960 ft), (1991–2020 normals, extremes 1981–2010) | Dữ liệu khí hậu của Trường Vũ, elevation 1.207 m (3.960 ft), (1991–2020 normals, extremes 1981–2010) | Dữ liệu khí hậu của Trường Vũ, elevation 1.207 m (3.960 ft), (1991–2020 normals, extremes 1981–2010) | Dữ liệu khí hậu của Trường Vũ, elevation 1.207 m (3.960 ft), (1991–2020 normals, extremes 1981–2010) | Dữ liệu khí hậu của Trường Vũ, elevation 1.207 m (3.960 ft), (1991–2020 normals, extremes 1981–2010) | Dữ liệu khí hậu của Trường Vũ, elevation 1.207 m (3.960 ft), (1991–2020 normals, extremes 1981–2010) | Dữ liệu khí hậu của Trường Vũ, elevation 1.207 m (3.960 ft), (1991–2020 normals, extremes 1981–2010) | Dữ liệu khí hậu của Trường Vũ, elevation 1.207 m (3.960 ft), (1991–2020 normals, extremes 1981–2010) | Dữ liệu khí hậu của Trường Vũ, elevation 1.207 m (3.960 ft), (1991–2020 normals, extremes 1981–2010) |
| Tháng                                                                                                | 1 | 2 | 3 | 4 | 5 | 6 | 7 | 8 | 9 | 10                                                                                                   | 11                                                                                                   | 12                                                                                                   | Năm                                                                                                  |
| --- | --- | --- | --- | --- | --- | --- | --- | --- | --- | --- | --- | --- | --- |
| Cao kỉ lục °C (°F)                                                                                   | 14.2 (57.6)                                                                                          | 21.3 (70.3)                                                                                          | 27.8 (82.0)                                                                                          | 33.2 (91.8)                                                                                          | 33.9 (93.0)                                                                                          | 36.1 (97.0)                                                                                          | 37.6 (99.7)                                                                                          | 34.4 (93.9)                                                                                          | 34.4 (93.9)                                                                                          | 28.7 (83.7)                                                                                          | 21.1 (70.0)                                                                                          | 17.1 (62.8)                                                                                          | 37.6 (99.7)                                                                                          |
| Trung bình ngày tối đa °C (°F)                                                                       | 1.9 (35.4)                                                                                           | 5.8 (42.4)                                                                                           | 12.0 (53.6)                                                                                          | 18.8 (65.8)                                                                                          | 22.9 (73.2)                                                                                          | 26.8 (80.2)                                                                                          | 28.1 (82.6)                                                                                          | 26.2 (79.2)                                                                                          | 21.2 (70.2)                                                                                          | 15.4 (59.7)                                                                                          | 9.4 (48.9)                                                                                           | 3.4 (38.1)                                                                                           | 16.0 (60.8)                                                                                          |
| Trung bình ngày °C (°F)                                                                              | −4.4 (24.1)                                                                                          | −0.4 (31.3)                                                                                          | 5.5 (41.9)                                                                                           | 11.8 (53.2)                                                                                          | 16.1 (61.0)                                                                                          | 20.3 (68.5)                                                                                          | 22.3 (72.1)                                                                                          | 20.6 (69.1)                                                                                          | 15.7 (60.3)                                                                                          | 9.4 (48.9)                                                                                           | 2.9 (37.2)                                                                                           | −2.7 (27.1)                                                                                          | 9.8 (49.6)                                                                                           |
| Tối thiểu trung bình ngày °C (°F)                                                                    | −9.3 (15.3)                                                                                          | −5.1 (22.8)                                                                                          | 0.3 (32.5)                                                                                           | 5.4 (41.7)                                                                                           | 9.5 (49.1)                                                                                           | 14.1 (57.4)                                                                                          | 17.3 (63.1)                                                                                          | 16.3 (61.3)                                                                                          | 11.5 (52.7)                                                                                          | 4.9 (40.8)                                                                                           | −1.8 (28.8)                                                                                          | −7.4 (18.7)                                                                                          | 4.6 (40.4)                                                                                           |
| Thấp kỉ lục °C (°F)                                                                                  | −24.6 (−12.3)                                                                                        | −22.8 (−9.0)                                                                                         | −12.5 (9.5)                                                                                          | −6.6 (20.1)                                                                                          | −1.7 (28.9)                                                                                          | 4.0 (39.2)                                                                                           | 9.0 (48.2)                                                                                           | 5.7 (42.3)                                                                                           | 0.9 (33.6)                                                                                           | −8.5 (16.7)                                                                                          | −18.9 (−2.0)                                                                                         | −26.2 (−15.2)                                                                                        | −26.2 (−15.2)                                                                                        |
| Lượng Giáng thủy trung bình mm (inches)                                                              | 8.2 (0.32)                                                                                           | 10.6 (0.42)                                                                                          | 22.3 (0.88)                                                                                          | 35.5 (1.40)                                                                                          | 53.3 (2.10)                                                                                          | 72.0 (2.83)                                                                                          | 105.8 (4.17)                                                                                         | 113.0 (4.45)                                                                                         | 91.3 (3.59)                                                                                          | 49.0 (1.93)                                                                                          | 17.5 (0.69)                                                                                          | 4.8 (0.19)                                                                                           | 583.3 (22.97)                                                                                        |
| Số ngày giáng thủy trung bình (≥ 0.1 mm)                                                             | 5.0                                                                                                  | 5.3                                                                                                  | 6.6                                                                                                  | 7.2                                                                                                  | 9.9                                                                                                  | 10.0                                                                                                 | 11.2                                                                                                 | 12.2                                                                                                 | 12.3                                                                                                 | 10.2                                                                                                 | 5.8                                                                                                  | 3.7                                                                                                  | 99.4                                                                                                 |
| Số ngày tuyết rơi trung bình                                                                         | 6.4                                                                                                  | 6.5                                                                                                  | 4.2                                                                                                  | 0.8                                                                                                  | 0 | 0 | 0 | 0 | 0 | 0.6                                                                                                  | 3.4                                                                                                  | 4.9                                                                                                  | 26.8                                                                                                 |
| Độ ẩm tương đối trung bình (%)                                                                       | 60                                                                                                   | 60                                                                                                   | 58                                                                                                   | 58                                                                                                   | 62                                                                                                   | 66                                                                                                   | 74                                                                                                   | 80                                                                                                   | 81                                                                                                   | 79                                                                                                   | 71                                                                                                   | 62                                                                                                   | 68                                                                                                   |
| Số giờ nắng trung bình tháng                                                                         | 176.0                                                                                                | 158.6                                                                                                | 181.4                                                                                                | 204.9                                                                                                | 219.3                                                                                                | 211.6                                                                                                | 208.1                                                                                                | 185.7                                                                                                | 135.3                                                                                                | 140.5                                                                                                | 162.7                                                                                                | 180.4                                                                                                | 2.164,5                                                                                              |
| Phần trăm nắng có thể                                                                                | 56                                                                                                   | 51                                                                                                   | 49                                                                                                   | 52                                                                                                   | 50                                                                                                   | 49                                                                                                   | 48                                                                                                   | 45                                                                                                   | 37                                                                                                   | 41                                                                                                   | 53                                                                                                   | 60                                                                                                   | 49                                                                                                   |
| Nguồn: China Meteorological Administration                                                           | | | | | | | | | | | | | |